# Journal of Clinical Investigation
Journal of Clinical Investigation — рецензируемый медицинский журнал специализирующийся на биомедицинских исследованиях. Он был основан в 1924 и публикуется American Society for Clinical Investigation. Публикуемые статьи фокусируются на механизмах заболевания, с упором на базовых исследованиях, ранних клинических исследованиях на людях и новых техниках и инструментах исследования. Журнал также публикует обзоры в виде редактируемых серий или отдельных статей, комментарии к исследованиям, редакционные статьи и репортажи. Главный редактор главный редактор — Элизабет Мак-Налли (Северо-Западный университет).

## Реферирование и индексирование
Журнал реферируется и индексируется в:
- Biological Abstracts[2]
- BIOSIS Previews[англ.][3]
- Chemical Abstracts Service[4]
- Current Contents/Life Sciences[3]
- Index Medicus[англ.]/MEDLINE/PubMed[5]
- Science Citation Index Expanded[3]
- Scopus[6]

Согласно Journal Citation Reports, в 2023 году журнал имел импакт-фактор 13.3.

## Главные редакторы
Следующие люди являются или были главными редакторами журнала:
- G. Canby Robinson (1924–1927; Вандербильтский университет)
- J. Harold Austin (1928–1934; Пенсильванский университет)
- Randolph West (1935–1940; Presbyterian Hospital (New York City)[англ.])
- James L. Gamble (1941–1946; Гарвардский университет)
- Eugene B. Ferris (1947–1951; Cincinnati General Hospital)
- Stanley E. Bradley (1952–1956; Колумбийский университет)
- Philip K. Bondy (1957–1961; Йельский университет)
- Arnold S. Relman[англ.] (1962–1966; Гарвардский университет)
- Paul Marks (scientist)[англ.] (1967–1970; Колумбийский университет)
- DeWitt S. Goodman (1971–1972; Колумбийский университет)
- Jean D. Wilson (1972–1977; Юго-западный медицинский центр Техасского университета)
- Philip Majerus[англ.] (1977–1981; Университет Вашингтона в Сент-Луисе)
- Stuart Kornfeld (1981–1982; Washington University)
- Thomas P. Stossel (1982–1985; Гарвардский университет)
- Joseph Avruch (1986–1987; Гарвардский университет)
- Bruce F. Scharschmidt[англ.] (1987–1992; Калифорнийский университет в Сан-Франциско)
- Ajit Varki[англ.] (1992–1996; University of California, San Diego)
- Paul A. Insel[англ.] (1996–1997; University of California, San Diego)
- Martin F. Kagnoff (1996–1997; University of California, San Diego)
- Stephen J. Weiss (1997–2002; Мичиганский университет)
- Andrew Marks[англ.] (2002–2007; Колумбийский университет)
- Laurence A. Turka (2007–2012; Пенсильванский университет)
- Howard A. Rockman (2012–2017; Дьюкский университет)
- Gordon F. Tomaselli (2017–2018; Университет Джонса Хопкинса)
- Rexford S. Ahima[англ.] (2018–2022; Университет Джонса Хопкинса)
- Элизабет Мак-Налли[англ.] (2022–2027; Северо-Западный университет)

## Наиболее цитируемые статьи
Согласно Scopus, в октябре 2017 года, следующие статьи были наиболее цитируемыми:
1. Havel, RJ; Eder, HA; Bragdon, JH (1955). The distribution and chemical composition of ultracentrifugally separated lipoproteins in human serum. Journal of Clinical Investigation (англ.). 34 (9): 1345–1353. doi:10.1172/JCI103182. PMC 438705. PMID 13252080. (6051 citations)
2. Jaffe, Eric A.; Nachman, Ralph L.; Becker, Carl G.; Minick, C. Richard (1 ноября 1973). Culture of human endothelial cells derived from umbilical veins. Identification by morphologic and immunologic criteria. Journal of Clinical Investigation (англ.). 52 (11): 2745–2756. doi:10.1172/JCI107470. PMC 302542. PMID 4355998. (5476 citations)
3. Weisberg, Stuart P.; McCann, Daniel; Desai, Manisha; Rosenbaum, Michael; Leibel, Rudolph L.; Ferrante, Anthony W. (15 декабря 2003). Obesity is associated with macrophage accumulation in adipose tissue. Journal of Clinical Investigation (англ.). 112 (12): 1796–1808. doi:10.1172/JCI19246. PMC 296995. PMID 14679176. (4971 citations)

## Внешние ссылки
- jci.org — официальный сайт Journal of Clinical Investigation